# Jean-Siegfried Blumann
Jean-Siegfried Blumann (* 2. Februar 1887 in Osnabrück; † 1965) war ein deutscher Dirigent und Komponist.

## Leben
Blumann wurde in Osnabrück, nach anderen Angaben in Hamburg geboren. Bereits im Alter von vier Jahren zeigte er musisches Interesse und spielte Mundharmonika. Als Siebenjähriger erhielt er Musikunterricht, mit 13 trat er erstmals öffentlich auf. Blumann besuchte die Kapellmeister-Klasse am Hamburger Konservatorium. Sein Studium führte ihn auch an das Konservatorium nach Wien. Am 5. Oktober 1906 dirigierte er in einem Prüfungskonzert im Conventgarten zum ersten Mal ein Orchester. Aufgeführt wurde das von ihm selbst instrumentalisierte Adagio von Ludwig van Beethoven. Er leitete dann ein kleines Laien-Orchester sowie einen Frauenchor, bis er 1908 als Repetitor an das Hoftheater Schwerin ging. Zwei Jahre später wurde er Chordirektor und Kapellmeister in Lübeck. Weitere Engagements führten ihn nach Braunschweig, Breslau und an die Krolloper in Berlin.
1912 ging er an das Stadttheater Magdeburg, wo er 1924 städtischer Kapellmeister wurde. Er wirkte als Operndirigent und leitete auch Volkskonzerte, so im Zirkus, im Kristallpalast und auch in der Stadthalle Magdeburg. Darüber hinaus trat er auch als Pianist auf. Als Komponist schuf er in dieser Zeit zwei Ballettpantomimen, zwei Weihnachtsmärchen, eine Suite für Orchester, mehrere Etüden, Lieder, Orchesterstücke, ein Konzertstück für Cello, Schauspielmusiken und heitere Stücke. Zumindest um 1916 wohnte er in Magdeburg an der Adresse Hindenburgstraße 17 (heute Albert-Vater-Straße) im Stadtteil Wilhelmstadt.
Am 7. April 1933 wurde der vermutlich aus einer jüdischen Familie stammende Blumann von der neu eingesetzten nationalsozialistischen Theaterleitung beurlaubt. Zwischen 1933 und 1938 floh er aus Deutschland und ging nach Frankreich, wo er während des Zweiten Weltkriegs als auch in der Nachkriegszeit lebte. Zumindest 1960 lebte er in Tours und dirigierte Orchester in La Rochelle und Niort. 1960 erhielt er eine Unterstützung der Künstlerhilfe des Süddeutschen Rundfunks.

## Werke
- Harlekinade, für Salonorchester, Magdeburg: Heinrichshofen, 1929.
- Menelaus, Foxtrot für Salonorchester, Magdeburg: Heinrichshofen, 1929.
- Auf dem gelben Fluß, für Trompete, Klavier und Orgel, ohne Jahresangabe
- Robert und Bertram, Neubearbeitung des Volksstücks in vier Bildern für Gesang und Tanz von Gustav Raeder und Robert Adolf Stemmle, Berlin, 1930.
- Nun leb’ wohl du kleine Gasse, humoristische Variationen über das gleichnamige Volkslied, ohne Jahresangabe